# Castello di Mazzè
Il castello di Mazzè è un antico castello situato a Mazzè, nel Canavese.

## Storia
Il castello è stato edificato sui resti di un antico fortilizio di epoca romana subendo nel corso del tempo numerose integrazioni e rimaneggiamenti, a causa anche delle distruzioni e danneggiamenti subiti nel corso dei secoli.
I maggiori cambiamenti, in chiave di architettura neogotica, sono dovuto all'opera dell'architetto Giuseppe Velati Bellini e risalgono al XIX secolo.
Il castello è appartenuto a Valperga (famiglia) per settecento anni, sino all'estinzione della stessa nel 1840. Acquistato da un privato nel 1978, dopo una lunga opera di ristrutturazione e recupero funzionale, è stato aperto al pubblico sino all'anno 2019.

## Descrizione
Il castello sorge a breve distanza dal corso della Dora Baltea e sopraelevato rispetto alla sottostante pianura padana in una zona di interesse faunistico. È composto da due corpi di fabbrica principali: un'ala ovest, detta Castello Grande, e un'ala est.
I percorsi di visita alla dimora storica, chiusi dal 2019, erano tre e includevano il Castello Grande (dodici stanze), il museo sotterraneo (che presenta le prigioni, strumenti di tortura e una cappella mortuaria) e la contigua Oasi del Bosco Parco.